# 四万十川 (三山ひろしの曲)
「四万十川」（しまんとがわ）は、2016年2月3日に発売された三山ひろしの8枚目のシングル。

## 解説
- 自身の出身地である高知県を舞台にした楽曲。
- オリコンチャートでは自己最高位の11位を記録。演歌・歌謡シングルチャートでは、初登場こそ2位であったが発売3週目に1位を記録した。
- 2016年11月に10万枚を突破し、ゴールドディスクに認定された[2]。ゴールドディスク認定は、前作の「お岩木山」に続き2作連続3回目。
- 2017年1月27日、霞山会館で開催された「平成28年度 日本クラウンヒット賞 贈呈式」にて「ゴールドヒット賞」が授与された[1]。

## 収録曲

### 春盤
1. 四万十川
作詞：千葉幸雄／作曲：中村典正／編曲：伊戸のりお
2. 春恋のれん
作詞：千葉幸雄／作曲：中村典正／編曲：前田俊明
3. 四万十川 [オリジナル・カラオケ]
4. 春恋のれん [オリジナル・カラオケ]
5. 四万十川 [一般用カラオケ]
6. 春恋のれん [一般用カラオケ]

### 冬盤
1. 四万十川
作詞：千葉幸雄／作曲：中村典正／編曲：伊戸のりお
2. 波止場という名の酒場
作詞：千葉幸雄／作曲：中村典正／編曲：伊戸のりお
3. 四万十川 [オリジナル・カラオケ]
4. 波止場という名の酒場 [オリジナル・カラオケ]
5. 四万十川 [一般用カラオケ]
6. 波止場という名の酒場 [一般用カラオケ]

### 夏盤
1. 四万十川
作詞：千葉幸雄／作曲：中村典正／編曲：伊戸のりお
2. 北のほたる酒
作詞：千葉幸雄／作曲：中村典正／編曲：前田俊明
3. 四万十川 [オリジナル・カラオケ]
4. 北のほたる酒 [オリジナル・カラオケ]
5. 四万十川 [一般用カラオケ]
6. 北のほたる酒 [一般用カラオケ]

### 秋盤
1. 四万十川
作詞：千葉幸雄／作曲：中村典正／編曲：伊戸のりお
2. 渡り鳥
作詞：千葉幸雄／作曲：中村典正／編曲：伊戸のりお
3. 四万十川 [オリジナル・カラオケ]
4. 渡り鳥 [オリジナル・カラオケ]
5. 四万十川 [一般用カラオケ]
6. 渡り鳥 [一般用カラオケ]